# Livoniana
Livoniana är ett släkte av förhistoriska lobfeniga fiskar, som levde under mellersta och yngre Devon för omkring 374 -391 miljoner år sedan. Fossil har hittats i Lettland. 
Livoniana multidentata, som hade sju tandrader, ses för närvarande som en av de första övergångsformerna mellan fiskar och de tidigaste tetrapoderna (fyrfota djur), som Tiktaalik,  Ichthyostega och sedan Acanthostega. Före Livoniana fanns bl. a. Elginerpeton, Obruchevichthys, och Panderichthys. Panderichthys visar tydligt hur anatomin är i förändring.
Tidigare fiskliknande släkten har en stor grop i käkbenet, som återfinns förminskad hos Livoniana, och saknas sedan helt hos senare tetrapoda släkten som Tiktaalik och Acanthostega. Tetrapoderna har en sammanväxt struktur i käken, som är delvis delad hos Livoniana, och helt delad hos tidigare fiskliknande släkten. Den utgör en övergång mellan fisk och tetrapoder, med egenskaper från båda djurgrupperna. 
Fyra ben utvecklades i vatten, främst träskmarker, inte på land, för att effektivt komma undan vattenlevande rovdjur som t.ex. Hyneria. Senare fossil visar också att sen Devon inte var en så karg tidsålder, som tidigare trott. Det fanns mycket frodiga skogar, och framför allt träskmarker, där fyra ben blev användbara i vatten. 